# Uszka
Uszka is een plaats (község) en gemeente in het Hongaarse comitaat Szabolcs-Szatmár-Bereg. Uszka telt 333 inwoners (2001).